# Freziera angulosa
Freziera angulosa är en tvåhjärtbladig växtart som beskrevs av Louis René Tulasne. Freziera angulosa ingår i släktet Freziera och familjen Pentaphylacaceae. Inga underarter finns listade i Catalogue of Life.